# Principali aziende di costruzione navale
Il seguente è un elenco delle principali aziende di costruzione navale con un fatturato di 5 bilioni di dollari e oltre, in ordine decrescente aggiornato nel 2016.

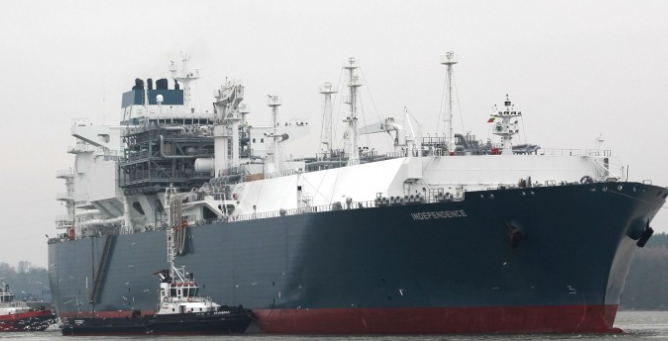
La FSRU Independence, una nave metaniera della HHI

| N° | Azienda                                 | Settore di appartenenza | Entrate del 2016 (bilioni di dollari) | Entrate del 2015 (bilioni di dollari) | Entrate del 2010 (bilioni di dollari) | Entrate del 2009 (bilioni di dollari) | Entrate del 2008 (bilioni di dollari) | Sede centrale            | Anno di fondazione | Dipendenti (migliaia) | Capo esecutivo                                          |
| -- | --------------------------------------- | ----------------------- | ------------------------------------- | ------------------------------------- | ------------------------------------- | ------------------------------------- | ------------------------------------- | ------------------------ | ------------------ | --------------------- | ------------------------------------------------------- |
| 1  | Hyundai Heavy Industries                | Costruzione navale      | $33,89                                | $39,33                                | $19,67                                |                                       |                                       | Ulsan, Corea del Sud     | 1972               | 26.0 (2011)           | Min Keh-sik, presidente; Lee Jai-seong, Presidente e AD |
| 2  | Mitsubishi Heavy Industries             | Conglomerato            | $35,97                                | $39,10                                |                                       |                                       | $41,87                                | Tokyo, Giappone          | 1934               | 63,5 (2011)           | Kazuo Tsukuda, Presidente; Hideaki Omiya, Presidente    |
| 3  | China Shipbuilding Industry Corporation | Costruzione navale      | $42,15                                |                                       | $10,36                                |                                       |                                       | Pechino, Cina            | 1999               |                       |                                                         |
| 4  | China State Shipbuilding Corporation    | Costruzione navale      | $29,88                                |                                       |                                       |                                       |                                       | Pechino, Cina            | 1999               |                       |                                                         |
| 5  | STX Offshore & Shipbuilding             | Costruzione navale      | $16,96                                |                                       | $13,40                                |                                       |                                       | Jinhae-gu, Corea del Sud | 1962               |                       | Jang Yoon-Gun, presidente                               |
| 6  | Hanwha Ocean                            | Costruzione navale      | $10,98                                | $12,76                                | $11,40                                |                                       |                                       | Seul, Corea del Sud      | 1978               | 25 (2010)             | Nam Sang-tae, Presidente e AD                           |
| 7  | Samsung Heavy Industries                | Costruzione navale      | $8,98                                 | $8,58                                 |                                       |                                       | $8,40                                 | Geoje, Corea del Sud     | 1974               | 12,5 (2009)           | Kim Jing-Wan, vicepresidente e AD                       |
| 8  | Sumitomo Heavy Industries               | Conglomerato            | $6,59                                 | $6,02 (2014)                          |                                       |                                       | $3,80                                 | Tokyo, Giappone          | 1888               | 14,8 (2010)           |                                                         |
| 9  | Fincantieri                             | Costruzione navale      | $5,17                                 |                                       |                                       |                                       |                                       | Trieste, Italia          | 1937               |                       |                                                         |
| 10 | United Shipbuilding Corporation         | Costruzione navale      | $5,1                                  |                                       |                                       |                                       |                                       | San Pietroburgo, Russia  | 2007               |                       |                                                         |